# 立方フィート
立方フィート（りっぽうフィート、cubic feet）・立方フート（りっぽうフート、cubic foot）は、ヤード・ポンド法における体積の単位である。1立方フィートは、一辺1フィート（フート）の立方体の体積と定義される。
12インチが1フィート、3フィートが1ヤードであることから、1立方フィートは1728立方インチ、1立方ヤードは27立方フィートとなる。1フィートが正確に30.48センチメートルであるので、1立方フィートは正確に28316.846592 立方センチメートルとなる。
1立方フィートは以下に等しい。
- 28 316 846.592 立方ミリメートル
- 28 316.846 592 立方センチメートル
- 28.316 846 592 リットル
- 0.028 316 846 592 立方メートル
- 2.831 684 66 × 10-11 立方キロメートル

- 1 728 立方インチ
- (1728/231) 米ガロン = 約 7.480 52 米ガロン
- (1/27) 立方ヤード = 約 .037 037 立方ヤード
- (1/43 560) エーカー・フィート = 約 2.295 68 × 10-5 エーカー・フィート
- (1/147 197 952 000) 立方マイル = 約 6.793 57 × 10-12 立方マイル